# Liste der Chief Minister von Andhra Pradesh
Die folgende Tabelle listet die Chief Minister von Andhra Pradesh mit Amtszeit und Parteizugehörigkeit auf. Von 1953 bis 1956 sind hier die Chief Minister des Bundesstaats Andhra aufgeführt. Im Jahr 2014 wurde der neue Bundesstaat Telangana aus Teilen von Andhra Pradesh gebildet. Für die Chief Minister von Telangana siehe die Liste der Chief Minister von Telangana.
| #  | Name                        | Amtsantritt        | Ende der Amtszeit  | Partei                     |
| 1  | T. Prakasam                 | 1. Oktober 1953    | 14. November 1954  | Indischer Nationalkongress |
|    | (President’s rule)          | 15. November 1954  | 27. März 1955      |                            |
| 2  | Bezawada Gopala Reddy       | 28. März 1955      | 31. Oktober 1956   | Indischer Nationalkongress |
| 3  | Neelam Sanjiva Reddy        | 1. November 1956   | 10. Januar 1960    | Indischer Nationalkongress |
| 4  | Damodaram Sanjivayya        | 11. Januar 1960    | 11. März 1962      | Indischer Nationalkongress |
| 5  | Neelam Sanjiva Reddy        | 12. März 1962      | 28. Februar 1964   | Indischer Nationalkongress |
| 6  | Kasu Brahmananda Reddy      | 29. Februar 1964   | 29. September 1971 | Indischer Nationalkongress |
| 7  | P. V. Narasimha Rao         | 30. September 1971 | 9. Januar 1973     | Indischer Nationalkongress |
|    | (President’s rule)          | 10. Januar 1973    | 9. Dezember 1973   |                            |
| 8  | J. Vengala Rao              | 10. Dezember 1973  | 5. März 1978       | Indischer Nationalkongress |
| 9  | M. Chenna Reddy             | 6. März 1978       | 10. Oktober 1980   | Indischer Nationalkongress |
| 10 | T. Anjaiah                  | 11. Oktober 1980   | 23. Februar 1982   | Indischer Nationalkongress |
| 11 | Bhavanam Venkataram Reddy   | 24. Februar 1982   | 19. September 1982 | Indischer Nationalkongress |
| 12 | Kotla Vijaya Bhaskara Reddy | 20. September 1982 | 8. Januar 1983     | Indischer Nationalkongress |
| 13 | N. T. Rama Rao              | 9. Januar 1983     | 15. August 1984    | Telugu Desam Party         |
| 14 | N. Bhaskara Rao             | 16. August 1984    | 15. September 1984 | Indischer Nationalkongress |
| 15 | N. T. Rama Rao              | 16. September 1984 | 2. Dezember 1989   | Telugu Desam Party         |
| 16 | M. Chenna Reddy             | 3. Dezember 1989   | 16. Dezember 1990  | Indischer Nationalkongress |
| 17 | N. Janardhana Reddy         | 17. Dezember 1990  | 8. Oktober 1992    | Indischer Nationalkongress |
| 18 | Kotla Vijaya Bhaskara Reddy | 9. Oktober 1992    | 11. Dezember 1994  | Indischer Nationalkongress |
| 19 | N. T. Rama Rao              | 12. Dezember 1994  | 31. August 1995    | Telugu Desam Party         |
| 20 | N. Chandrababu Naidu        | 1. September 1995  | 13. Mai 2004       | Telugu Desam Party         |
| 21 | Y. S. Rajasekhara Reddy     | 14. Mai 2004       | 2. September 2009  | Indischer Nationalkongress |
| 22 | K. Rosaiah                  | 3. September 2009  | 24. November 2010  | Indischer Nationalkongress |
| 23 | N. Kiran Kumar Reddy        | 25. November 2010  | 28. Februar 2014   | Indischer Nationalkongress |
|    | (President’s rule)          | 1. März 2014       | 7. Juni 2014       |                            |
| 24 | N. Chandrababu Naidu        | 8. Juni 2014       | 23. Mai 2019       | Telugu Desam Party         |
| 25 | Y. S. Jaganmohan Reddy      | 30. Mai 2019       | 11. Juni 2024      | YSR Congress Party         |
| 26 | N. Chandrababu Naidu        | 12. Juni 2024      | im Amt             | Telugu Desam Party         |